# Kevljani
Kevljani (cyr. Кевљани) – wieś w Bośni i Hercegowinie, w Republice Serbskiej, w mieście Prijedor. W 2013 roku liczyła 746 mieszkańców.